# Grafkapel van de familie Van Abbe
De grafkapel van de familie Van Abbe is een monumentale grafkapel in de Nederlandse stad Eindhoven.

## Achtergrond
Henri van Abbe (1880-1940) was een Amsterdamse sigarenfabrikant. In 1908 vestigde hij zijn fabriek in Gestel en in 1915 in Stratum. Twintig jaar later liet hij door architect A.J. Kropholler een grafkapel in traditionalistische stijl ontwerpen. De kapel werd gebouwd op een privéterrein aan de Roostenlaan. Kropholler ontwierp ook het Van Abbemuseum, waar de Van Abbe Collectie werd ondergebracht. In 1940 werd Van Abbe in de kapel bijgezet, later volgden diverse familieleden onder wie in 2017 zijn kleindochter Olly van Abbe.

## Beschrijving
De kapel is opgetrokken in baksteen, onder een met leien gedekt tentdak. Het dak wordt bekroond door een stenen kruis. Aan de achterkant is een halfronde apsis aangebracht. De toegang is geplaatst in een portaal met zadeldak aan de voorkant. In de topgevel hangt een klok. De kapel heeft een aantal smalle hoge glas-in-loodramen.
In 2003 werden in de kapel nieuwe glas-in-loodramen geplaatst van Marc Mulders, in samenwerking met Glasbewerkingsbedrijf Brabant.

## Waardering
De grafkapel werd in 2002 als rijksmonument in het Monumentenregister opgenomen, het heeft "cultuurhistorische waarde als bijzondere uitdrukking van een sociale en geestelijke ontwikkeling, in het bijzonder de ontwikkeling van de katholieke grafcultuur, het is tevens een uitzonderlijk voorbeeld van de typologische ontwikkeling van het grafmonument. Het heeft architectuurhistorisch belang vanwege de stijl en opbouw en als voorbeeld van het werk van A.J. Kropholler."